# Maria Langhammer
Maria Christina ("Ia") Langhammer (født 13. august 1962 i Stockholm) er en svensk skuespiller og sangerinde.
Langhammer studerede ved Teaterhögskolan i Stockholm til 1989. I 1998 fik hun en Guldbagge for sin rolle som Berit i filmen Hele herligheden.

## Udvalgt filmografi
- V som i viking (tv-serie, 1991)
- Pistvakt (tv-serie, 1998)
- Hele herligheden (1998)
- Pip-Larssons (tv-serie, 1998)
- Kuropholdet (1999)
- Hånden på hjertet (2000)
- Skeppsholmen (tv-serie, 2002)
- Tur & retur (2003)
- Graven (tv-serie, 2005)
- Keillers park (2006)
- Exit (2006)
- LasseMajas detektivbyrå (tv-serie, 2006)
- Hoppet (2007)
- Beck (tv-serie, 2007)
- Wallander (tv-serie, 2009)
- Playa del Sol (tv-serie, 2009)
- Kommissær Speck (2010)
- Nobels testamente (2012)
- Hamilton 2 - Men ikke hvis det gælder din datter (2012)
- Tør aldrig tårer bort uden handsker (tv-serie, 2012)
- En pilgrims død (tv-serie, 2013)
- Bamse og Tyvenes by (animationsfilm, 2014)
- Den alvorsfulde leg (2016)
- Bamse og heksens datter (animationsfilm, 2016)
- Sygeplejerskerne (tv-serie, 2017)
- Frøken Frimans krig (tv-serie, 2017)
- Greyzone (tv-serie, 2018)
- Bamse og kraftklokkerne (animationsfilm, 2018)
- Det som skjules i sneen (tv-serie, 2018-2021)
- Processen (kortfilm, 2019)
- Elsk mig (tv-serie, 2019-2020)
- Lykkebugten (tv-serie, 2020)
- En dag efter jobbet (kortfilm, 2022)
- Top Dog (tv-serie, 2023)
- Tak og undskyld (2023)